# Hiromi Yano
Hiromi Yano (em japonês:  矢野 広美; Yamanashi, 5 de janeiro de 1955) é uma ex-jogadora de voleibol do Japão que competiu nos Jogos Olímpicos de 1976.
Em 1976, ela fez parte da equipe japonesa que conquistou a medalha de ouro no torneio olímpico, no qual atuou em cinco partidas.